# Berkåk
Berkåk är en kyrkby som utgör centralort och enda tätort i Rennebu kommun i Trøndelag fylke i mellersta Norge. Orten ligger vid Dovrebanan, där Europaväg 6 möter fylkesväg 700, på östra sidan av älven Orkla. Här finns Berkåks kyrka.

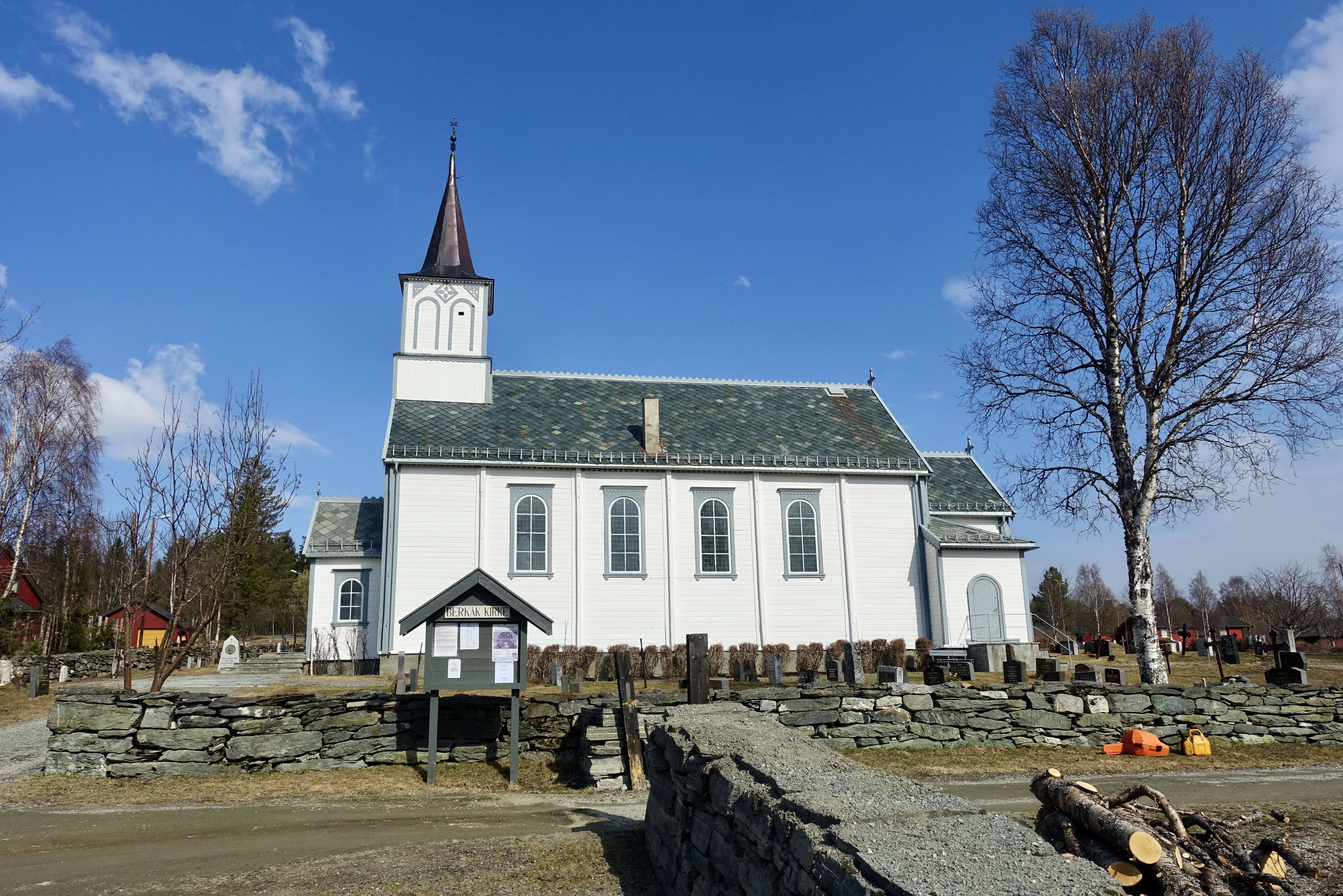
Berkåks kyrka.